# Phoradendron bicarinatum
Phoradendron bicarinatum är en sandelträdsväxtart som beskrevs av Kuijt. Phoradendron bicarinatum ingår i släktet Phoradendron och familjen sandelträdsväxter. Inga underarter finns listade i Catalogue of Life.